# Chowan River
Der Chowan River ist ein  Schwarzwasserfluss, der aus dem Zusammenfluss des im Bundesstaat Virginia entspringenden Blackwater-, des Nottoway- und des Meherrin Rivers nahe der Grenze der Bundesstaaten Virginia und North Carolina in den USA entsteht.

## Geographie

### Verlauf
Der Fluss ist bis zu seiner Mündung in den Albemarle Sound an der Atlantikküste im Osten North Carolinas etwa 80 Kilometer lang, sein Einzugsgebiet umfasst rund 12.432← Quadratkilometer in North Carolina und Virginia.
Der Chowan River fließt überwiegend durch ein sumpfiges Gelände und erreicht bis zu seinem Abfluss in den Albemarle Sound eine Breite von über 3,2 Kilometer. Obwohl der Fluss der Tidenströmung unterliegt, sind die Schwankungen in der Wasserhöhe üblicherweise weniger als 30 Zentimeter zwischen Ebbe und Flut. Die Grenze zwischen dem Fluss und dem Sound wird durch die Edentonhousebrücke markiert, an der die U.S. Route 17 den Fluss überquert.

### Zuflüsse
Wesentliche Zuflüsse sind unter anderen der Bonds Creek, der Meherrin River, der Wiccacon River und der Bennett’s Creek, der den Chowan River mit dem Merchant’s Millpond State Park verbindet.

## Freizeit
Der Fluss bietet hervorragende Angelgründe für Welse und Barsche.

## Geschichte
Vor der Besiedlung durch europäische Einwanderer lebten amerikanische Ureinwohner aus dem Volk der North-Carolina-Algonkin am Chowan River. Der Stamm der Weapameoc besiedelte das Gebiet östlich des Flusses, die Chowanoke waren auf der Westseite zu finden. Sie lebten vom Fischfang und Ackerbau.
Der Fluss war während des Sezessionskrieges von entscheidender Bedeutung. Als  Teile der Unionsarmee sich entschieden, die Wilmington and Weldon Railroad, eine entscheidende Eisenbahnstrecke und Nachschublinie der Konföderierten zu zerstören, bombardierten Schiffe der Union die kleinen Stellungen der Konföderierten außerhalb Harrellsville und Cofield. Als die Unionsschiffe den Ort Winton erreichten, waren die Konföderierten vor Ort bereits gewarnt worden. Das konföderierte Bataillon legte einen Hinterhalt in der Nähe der Anlegestelle und schickte eine Sklavin zu den ankommenden Schiffen. Sie berichtete, die Konföderierten seien in Panik vor dem zu erwartenden Angriff der Union geflohen. Der Hinterhalt wurde dennoch entdeckt, da einer der Unionssoldaten sah, wie die Sonne sich auf einer der Musketen der versteckten Konföderierten spiegelte.
Die Unionsschiffe legten ab, formierten sich neu und kehrten nur Minuten später zurück, um Winton vollständig zu zerstören.  Die Unionstruppen landeten über den Meherrin River anschließend in Murfreesboro und marschierten nach Westen, um die Eisenbahn bei Weldon zu zerstören.